# Étude de la bande dessinée
L'étude de la bande dessinée (aussi appelée étude de l'art en bande dessinée, étude de l'art séquentiel ou étude de la narration graphique) est une discipline universitaire portant sur la bande dessinée et l'art séquentiel. Si la bande dessinée et les romans graphiques ont en général été considérés comme des sujets d'intérêt mineur, désormais des spécialistes de la sémiotique, des composition studies (en) et des études culturelles voient dans ces œuvres des récits complexes se prêtant à l'analyse méthodique des enseignants-chercheurs.
Cette discipline est distincte des aspects techniques de la création. En effet, l'étude de la bande dessinée se fonde sur l'élaboration d'un corpus théorique (la bande dessinée en tant que mode d'expression artistique), ainsi que sur l'approche historiographique du sujet (analyse de l'histoire de la bande dessinée). Ce corpus théorique se recoupe largement avec la philosophie de la bande dessinée, à savoir l'étude de l'ontologie,, de l'épistémologie et de l'esthétique de ce domaine, le rapport qu'il construit avec d'autres formes d'art et le rapport entre le texte et l'image.
L'étude de la bande dessinée se recoupe avec l'examen méthodique de la bande dessinée, c'est-à-dire l'analyse et l'évolution de la bande dessinée en tant que média.

## Élaboration d'un corpus théorique
La bande dessinée en tant que mode d'expression artistique à part entière a déjà fait l'objet d'analyses, notamment dans les ouvrages suivants : The 7 Lively Arts de Gilbert Seldes en 1924 ; Comics and Their Creators de Martin Sheridan en 1942 ; The Early Comic Strip: Narrative Strips and Picture Stories in the European Broadsheet from c. 1450 to 1825 de David Kunzle en 1973. Deux ouvrages théoriques ont attiré l'attention des universitaires anglophones en Amérique du Nord : La Bande dessinée, art séquentiel (en) de Will Eisner en 1985 et L'Art invisible de Scott McCloud en 1993. Dans la philosophie continentale, les études sur la bande dessinée dérivent des travaux de sémioticiens comme Roland Barthes (notamment son article "Rhétorique de l'image", publié en 1964) et Umberto Eco (surtout Apocalittici e integrati en 1964).
Par la suite, des spécialistes en sciences cognitives ont examiné la bande dessinée. Le scientifique le plus notable est Neil Cohn (en), qui a exploité les méthodes de la linguistique pour analyser en détail le langage visuel de la bande dessinée. Il a par ailleurs mené des expériences de psychologie à partir des neurosciences afin de vérifier l'application de ces théories quant à l'interprétation correcte des messages. Ses travaux dénotent des similarités dans la manière dont le cerveau assimile d'une part le langage et d'autre part les narrations séquentielles. Certains experts, comme Thierry Groensteen, Hannah Miodrag et Barbara Postema, ont proposé des conclusions différentes.

### Définition d'une bande dessinée
À l'instar de la littérature et du cinéma, il n'existe pas de consensus sur la définition d'une bande dessinée. Les tentatives pour circonscrire et décrire le sujet butent sur de nombreuses exceptions. Les théoriciens comme Rodolphe Töpffer, R. C. Harvey, Will Eisner, David Carrier (en), Alain Rey et Lawrence Grove mettent l'accent sur l'intrication entre texte et image ; néanmoins, il existe des exemples célèbres de bandes dessinées muettes. D'autres critiques professionnels, comme Thierry Groensteen et Scott McCloud, insistent sur la primauté des images organisées en séquences. Vers la fin du XXe siècle, cet effort de définition se heurte à de nouvelles problématiques face à des traditions variées en matière de bande dessinée, la redécouverte de formes anciennes et oubliées de narrations séquentielles et l'expérimentation de formules inédites.

### Historiographie de la bande dessinée
L'historiographie de la bande dessinée (l'étude de l'histoire de la bande dessinée) porte sur les étapes chronologiques par lesquelles ce média devient un mode d'expression artistique à part entière et fait partie intégrante de la culture. Cette discipline englobe les narrations séquentielles antérieures au XXe siècle. Certains spécialistes, comme Scott McCloud, estiment que les premiers témoignages d'art séquentiel sont les hiéroglyphes et peintures en Égypte ancienne ainsi que les manuscrits en images de l'Amérique précolombienne. D'autres universitaires examinent l'émergence, au XXe siècle, de la sous-culture des lecteurs de bande dessinée ainsi que l'apparition de la bédéphilie (l'intérêt prononcé envers les ouvrages de bande dessinée).

## Centres d'enseignement
L'étude de la bande dessinée devient de plus en plus courante auprès d'instituts de recherche dans le monde. Quelques exemples notables : aux États-Unis, l'Université de Floride, l'université de Toronto à Mississauga et l'université de Californie à Santa Cruz. West Liberty University (en) est le seul établissement proposant un cursus littéraire (en quatre ans) spécialisé dans l'étude de la bande dessinée. En Grande-Bretagne, l'intérêt croissant envers ce média favorise l'ouverture d'un centre d'étude de la bande dessinée : le Scottish Centre for Comics Studies (SCCS) à l'université de Dundee en Écosse. De nombreuses institutions d'enseignement supérieur proposent, en sus des cursus et diplômes traditionnels, des parcours portant spécifiquement sur la bande dessinée et le roman graphique.
En 1959, Sol M. Davidson soutient à New York University sa thèse intitulée Culture and the Comics Strips, (La culture et la bande dessinée), qui lui vaut le premier doctorat en bande dessinée ; en France, Thierry Groensteen soutient sa thèse en Lettres modernes en 1996 à L'Université Toulouse-Le Mirail intitulée Système de la bande dessinée, devant Mireille Dottin-Orsini, Pierre Fresnault-Deruelle, Bernard Magné et Pascal Ory. Elle obtient la mention « très honorable » avec les félicitations du jury. Elle est publiée aux Presses universitaires de France en 1999, sous le même titre. Jean-Christophe Menu obtient en 2011 un doctorat ès Lettres à l'Université Paris 1 Panthéon-Sorbonne après avoir soutenu la thèse : La Bande dessinée et son double : langage et marges de la bande dessinée : perspectives pratiques, théoriques et éditoriales,.
À partir de 2014, Teesside University (en) propose une licence ès lettres en bande dessinée et roman graphique, puis en 2018 ouvre un Master en étude de la bande dessinée. L'université recrute une équipe de professionnels de la bande dessinée, comme Fionnuala Doran, Julian Lawrence (en), Con Chrisoulis (en), Nigel Kitching (en) et Tara McInerney.
Depuis 2015, l'université de Lancaster propose un doctorat en étude de la bande dessinée. La même année, Benoît Peeters (ancien étudiant de Roland Barthes), universitaire spécialisé en bande dessinée, y est recruté comme enseignant-chercheur en étude de la bande dessinée, le premier dans l'histoire du Royaume-Uni.

### En Europe
Le catalogue de l'Onisep indique les formations pour devenir dessinateur de bande dessinée. En 2015, Télérama cite les centres d'enseignements suivants en France : Haute École des arts du Rhin (ex-Arts-Déco de Strasbourg, publique), École européenne supérieure de l'image (Angoulême, publique), École Émile-Cohl (Lyon - privée), École Pivaut (Nantes, privée). L'université de Poitiers (publique) propose un master recherche de bande dessinée. Lors des Rencontres nationales de la bande dessinée en 2016, Thierry Groensteen cite également : en Belgique, l'Institut Saint-Luc de Bruxelles ; à Angoulême, L’Atelier ; l'école en ligne « L’Atelier BD », devenue L'Iconograf et l’Académie Brassart-Delcourt devenue depuis 2022 l'Académie de Bande Dessinée DELCOURT. D'autres formations existent, comme CESAN, Centre d’enseignement spécialisé des arts narratifs (Paris, privé), l’École Jean Trubert (Paris, privée) ; Eurasiam (Paris, privé), l’Université de Picardie Jules Verne (Amiens, publique), la Human Academy (Angoulême, privée), l’École supérieure des métiers de l’image (Bordeaux, privée), l’École Axes Sud (Marseille et Toulouse, privée). La formation dispensée par des organismes publics diminue au profit d'institut privés.

### Au Québec
En 1999, Sylvain Lemay (docteur ès littérature à l'université du Québec à Montréal) fonde l'École multidisciplinaire de l'image (EMI) de Gatineau, affiliée à l'université du Québec en Outaouais ; le cursus inclut un baccalauréat universitaire en arts et design avec une spécialité en bande dessinée. Cette filière compte, chaque année, entre 15 et 20 diplômés.

## Sociétés savantes
Outre sa présence dans les institutions académiques, la bande dessinée a également été étudiée dans les sociétés savantes interdisciplinaires. La première association américaine dédiée à soutenir l'étude de la narration graphique et de l'art séquentiel a été la Comics Studies Society (CSS), lancée en 2014 à l'International Comic Arts Forum (ICAF). Ses principaux objectifs sont « la promotion de l'étude critique de la bande dessinée, l'amélioration de l'enseignement de la bande dessinée et l'engagement dans des conversations ouvertes et continues sur le monde de la bande dessinée »,,,,.
CSS publie également la revue INKS (depuis 2017), organise la conférence annuelle de la Comics Studies Society (depuis 2018) et récompense des études, des livres et des articles sur la bande dessinée avec cinq prix annuels : le CSS Article Prize, le Hillary Chute Award for Best Graduate Student Paper, le Gilbert Seldes Prize for Public Scholarship, le Charles Hatfield Book Prize et le CSS Prize for Edited Book Collections,,.
Parmi les autres sociétés anglophones, on peut citer le British Consortium of Comics Scholars (BCCS, créé en 2012 par Paul Davies), le Scottish Centre for Comics Studies (SCCS) et la Canadian Society for the Study of Comics (CSSC, créée en octobre 2010 par Sylvain Rheault),,.
La CSSC, également connue sous le nom de Société canadienne pour l'étude de la bande dessinée (SCEBC), est une communauté bilingue d'universitaires axée sur les universitaires canadiens mais ouverte aux associés internationaux. Entre autres activités, le CSSC/SCEBD organise une conférence académique pendant le Toronto Comic Arts Festival,.

## Publications universitaires
Depuis l'an 2000, de nombreuses revues universitaires d'étude de la bande dessinée ont vu le jour.

### Publications anglophones
En anglais, les trois principales, avec comité de lecture, sont : Journal of Graphic Novels and Comics, Studies in Comics et European Comic Art. D'autres revues notables comptent, par exemple : ImageTexT (revue à comité de lecture en accès libre depuis le printemps 2004 et basée à l'université de Floride), Image and Narrative (revue électronique à comité de lecture sur la narratologie graphique), SANE: Sequential Art Narrative in Education (diffusé depuis l'université du Nebraska à Lincoln), Inks: The Journal of the Comics Studies Society (publié par Ohio State University Press (en)), The Comics Grid: Journal of Comics Scholarship et enfin International Journal of Comic Art.

### Publications francophones

#### Revues
Comicalités : publication numerique à comité de lecture organisée autour de thematiques répondant à un appel à publication, la revue Comicalité cherche à donner accès et à structurer une recherche autour de la bandedessinée encore faible, malgré l'importance de la bande dessinée en tant qu'objet culturel en France.

#### Carnets de recherches et groupes
Carnet de la revue Comicalites